# Каудекерке
Каудекерке (нід. Koudekerke) — село в нідерландській провінції Зеландія. Входить до муніципалітету Вере.
Його площа становить 11,57 км², а населення станом на 2021 рік складало 3 280 осіб.

## Галерея

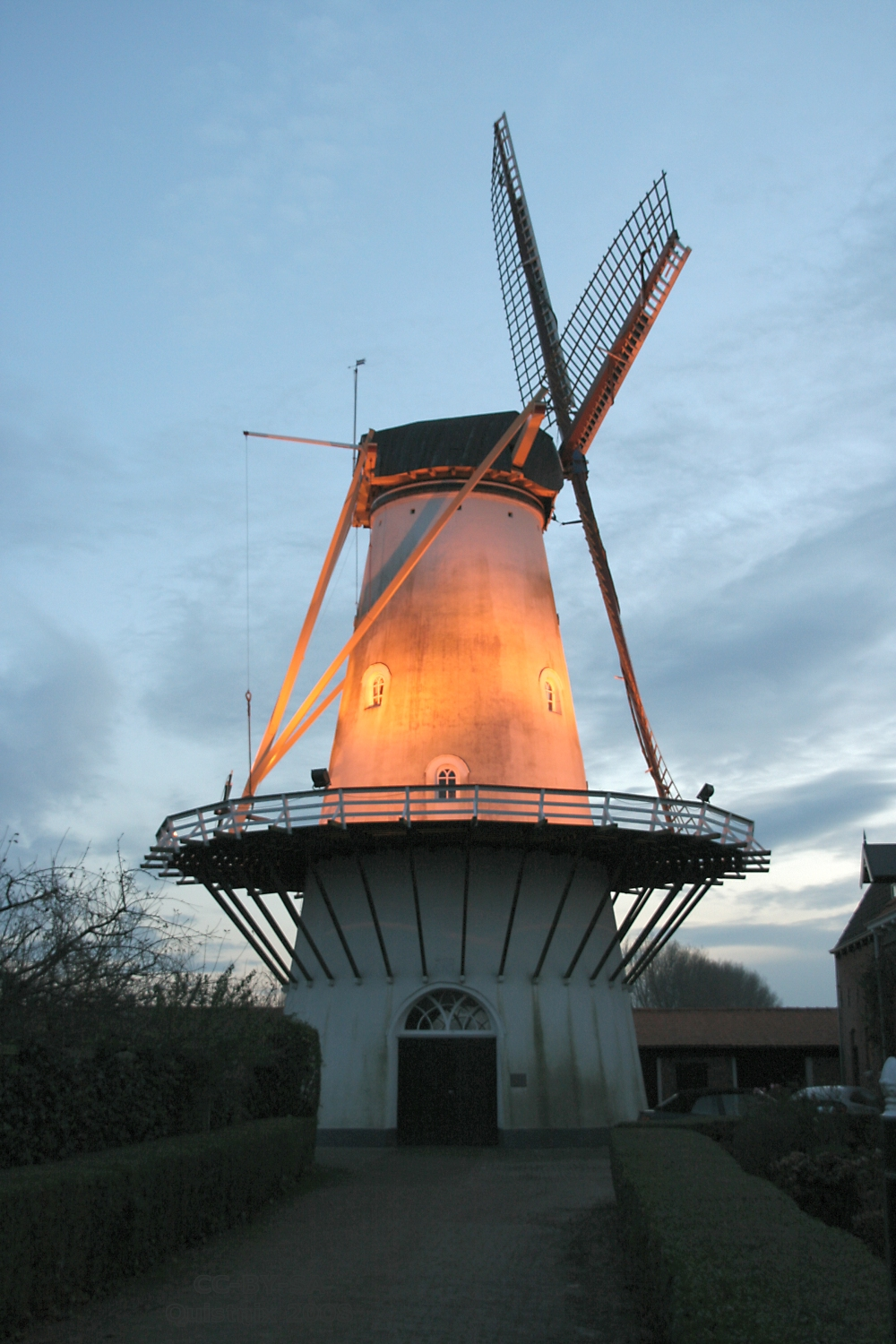
Вітряк De Lelie
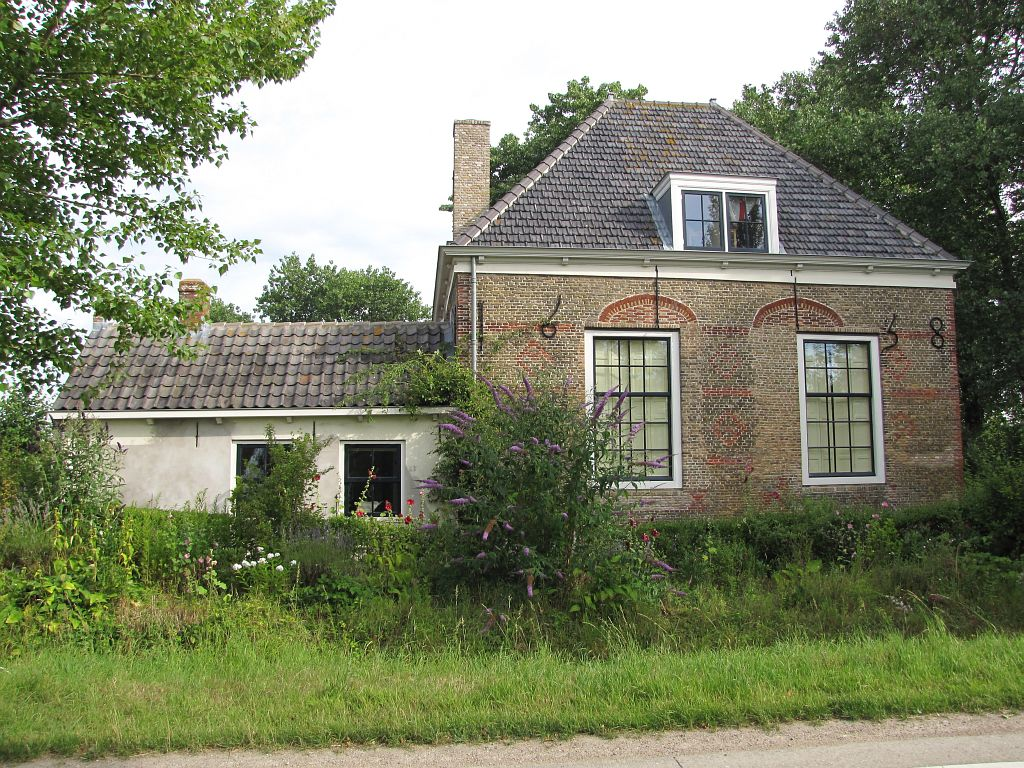
Фермерський будинок
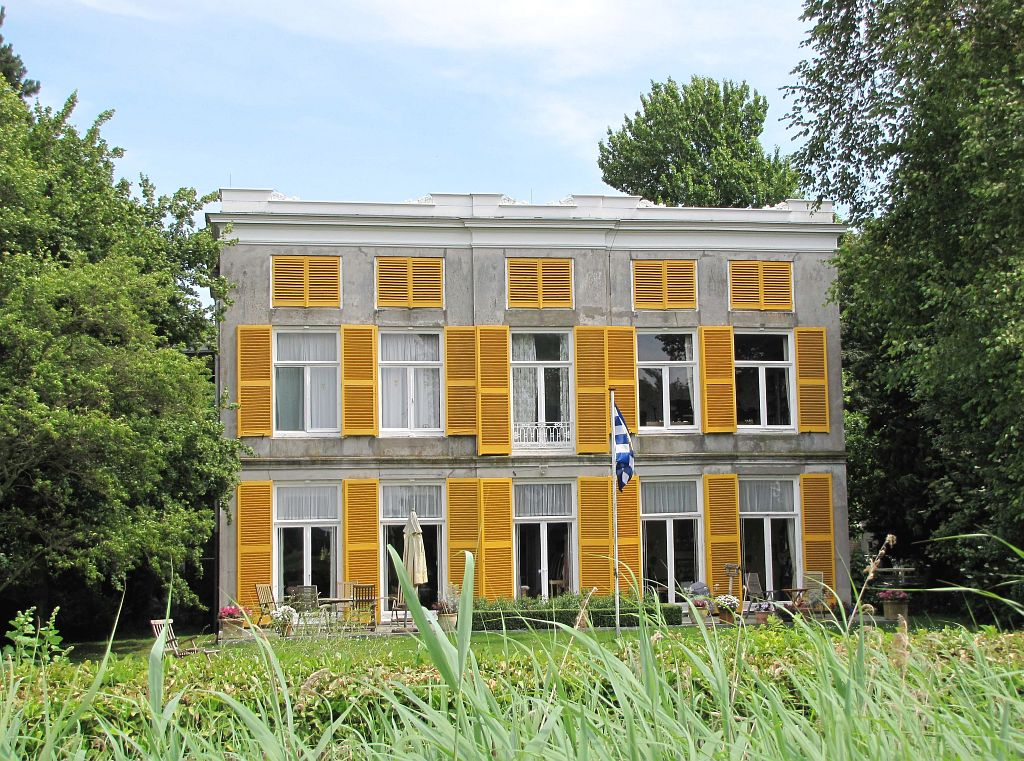
Маєток у селі
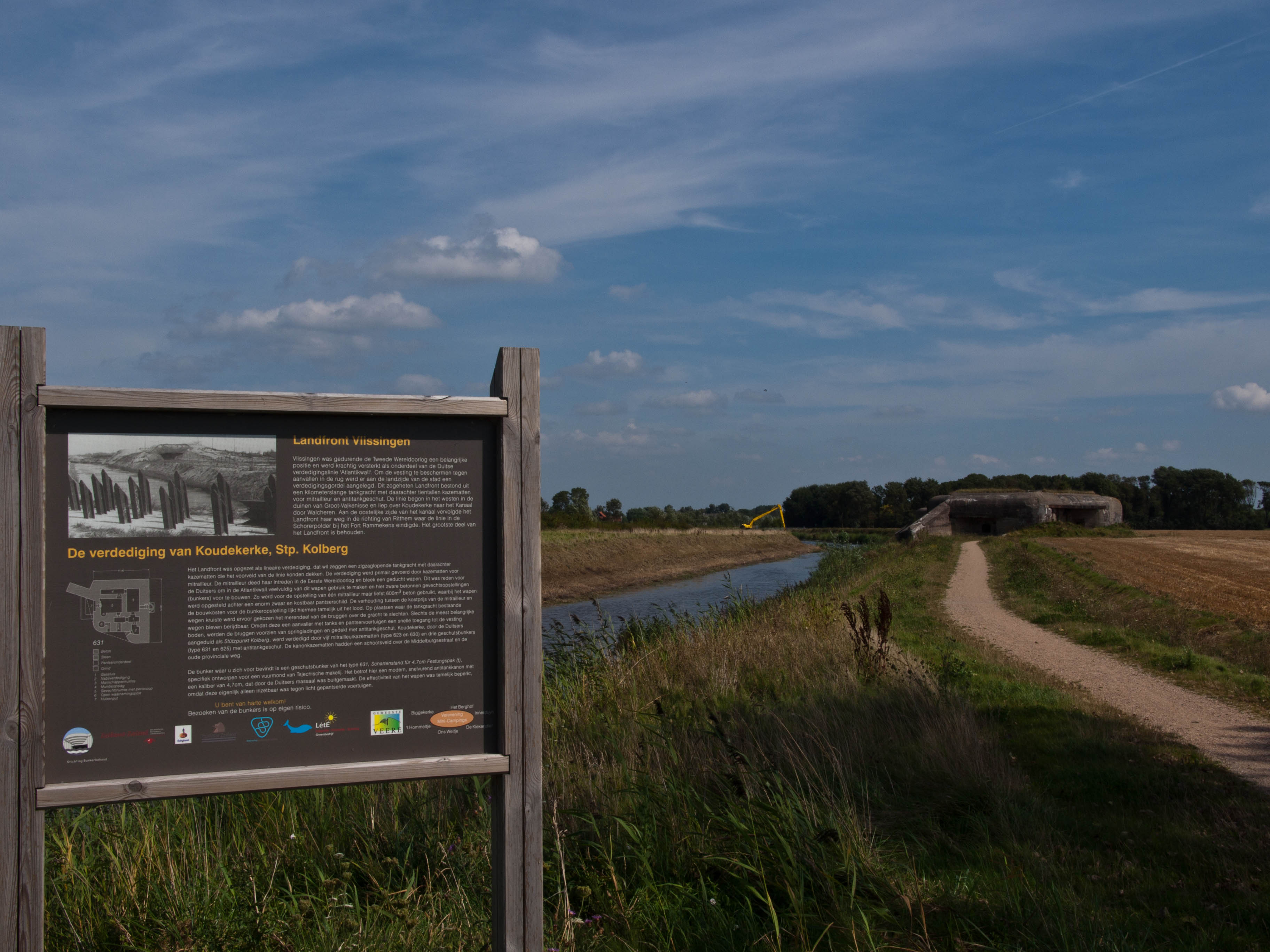
Німецький бункер часів Другої світової війни